# Mibu no Tadamine
Mibu no Tadamine (壬生忠岑 noto anche come 源公忠朝臣 Miyamoto no Kintada Ason; 889 – 12 gennaio 948) è stato un poeta giapponese waka del primo periodo Heian.
Fu uno dei Trentasei immortali della poesia. Anche suo figlio Mibu no Tadami fu un illustre poeta anche lui membro dei Trentasei immortali della poesia.

## Biografia

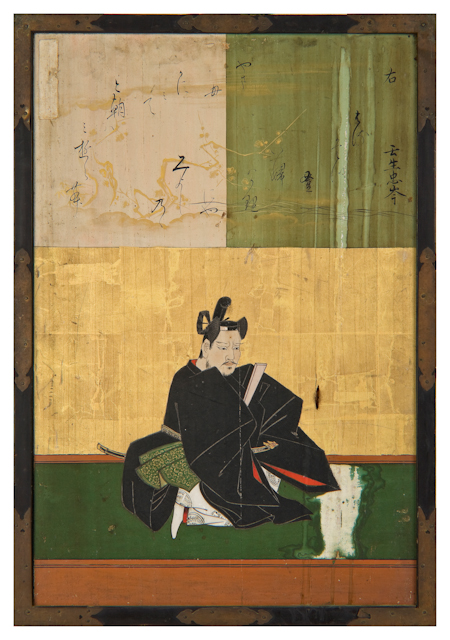
Mibu no Tadamine di Kanō Yasunobu, 1648

Sebbene sia rimasto un ufficiale militare di basso rango, era molto apprezzato come poeta di prim'ordine.
Emerse come poeta importante in uno dei primi utaawase (concorsi di poesia), Koresada no miko no ie no uta'awase (寛 平 御 時 后宮 歌 合) tra l'889 e l'893 "Il concorso di poesia nella residenza del principe Koresada"), e fu coinvolto in molte delle attività poetiche.
Selezionato come uno dei compilatori del Kokin Wakashu, è stato altamente valutato per il suo lavoro di compilazione e ha ricevuto il titolo di Rokui Settsu-gonno-daisakan.
Alcuni secoli dopo, i grandi poeti Fujiwara no Teika e Fujiwara no Ietaka elogiarono lo stile della poesia di Tadamine, dicendo che le sue poesie waka erano tra le migliori del Kokin Wakashu.
Oltre al Kokin Wakashu, le poesie di Tadamine sono registrate in un'antologia delle sue poesie, Tadamine Shū.
È anche autore di un kagakusho, o libro sullo studio delle poesie waka, intitolato Waka Jusshu.
È anche famoso per il Tadamine Juttei (Dieci stili di Tadamine, c.945), un'opera influente della critica Heian.
Secondo lo Yamato monogatari, era uno zuijin di Fujiwara no Sadakuni.